# Loranne Vella
Loranne Vella (* 10. Juli 1972) ist eine maltesische Schriftstellerin, Übersetzerin und Darstellerin.

## Leben und Arbeit
Loranne Vella wurde in Victoria, Gozo, Malta als Tochter von Mary Grace Monseigneur, geborene Ellul, geboren und wurde von Teodosia Floria Vella (1937–2010), geborene Farrugia, und Joseph Vella (1926–2012) adoptiert.

### Bildung
Sie besuchte die Bildungseinrichtungen Thi Lakin School, Attard (1975–1976), St. Joseph School, B'Bajda (1976–77), St. Joseph School, Paola (1977–1984), Sandhurst School, Pembroke (Sept.-Dez. 1984; heute Sir Adrian Dingli School), Maria Regina Junior Lyceum, B'Bajda (1984–88), Ġan Franġisk Abela Sixth Form, Msida (1988–1989) und Universität Malta, tal-Qroqq (1989–2000): Grundstudium (1989–1990), Bachelor of Commerce (1990–1991, nicht abgeschlossen), BA (Hons) in Theaterwissenschaften und Englisch als Nebenfach und MA in Theaterwissenschaften (1991–2000).
Ihre berufliche Laufbahn begann sie als Englisch- und Schauspiellehrerin am St. Aloysius College in Birkirkara (1995–2005). 2005 verließ sie Malta und arbeitete als Übersetzerin für das Europäische Parlament in Luxemburg (2005–2008) und seit 2009 arbeitet sie für den Europäischer Wirtschafts- und Sozialausschuss (EESC) in Brüssel, Belgien.

### Privatleben
Vella war von 1996 bis 2011 mit Simon Bartolo verheiratet.

## Werke und Kollaborationen
Ein Teil ihrer künstlerischen Karriere war die Mitbegründung des Aleateia Group Theater zusammen mit Simon Bartolo, Victor Debono und Russell Muscat (1992). Sie absolvierte ihre Ausbildung sowie ihre Aufführungen bis 2005 am Valletta Campus Theatre (damals MITP Theatre – Mediterranean Institute Theatre Programme). Die drei gründeten die Gruppe während ihrer Studienzeit, um verschiedene Theorien und Disziplinen zu üben, die sie im Laufe ihres Studiums kennen lernten und um ihren eigenen Arbeitsstil zu finden.
Im Jahr 2013 schloss sie sich mit dem maltesischen Fotografen Ritty Tacsum für ihre Ausstellung Four Rooms zusammen. Es war das erste Mal, dass Vella Literatur, Fotografie und Performance in einem Event miteinander vereinte. Eine Kombination, die sie in ihren darauffolgenden Büchern wiederholte: Rokit (2017; dt.: Rakete), Mill-bieb 'il ġewwa (2019; wörtl.: Durch die Tür nach innen). Die Idee, performative Events in Zusammenarbeit mit Künstlern von anderen Kunstformen zu schaffen, befindet sich auch hinter dem Performance-Kollektivs Barumbara Collective, das sie 2017 zusammen mit der maltesischen Schauspielerin Sephora Gauci gründete.
Zwischen 2014 und 2017 übersetzte sie mehrere Kindergeschichten aus dem Französischen ins Maltesische (genannt Rumanzini) sowie eine Kindergeschichte aus dem Spanischen ins Maltesische. Zwischen 2012 und 2017 schrieb sie Rokit (dt.: Rakete). Der Titel bezieht sich vor allem auf das Bild einer startbereiten Rakete, welches sie während ihrer fünfjährigen Schreibphase verfolgte.
Im Jahr 2019 kollaborierte sie mit dem maltesischen Künstler Trevor Borg und schrieb eine Kindergeschichte inspiriert von seiner Arbeit bei der Biennale di Venezia als Teil des maltesischen Pavillons. Die Geschichte wurde im November 2019 unter dem Namen Smajna Isimna Taħt l-Art (wörtl.: Wir hörten unseren Namen unter der Erde) veröffentlicht.